# 국제여성평화걷기

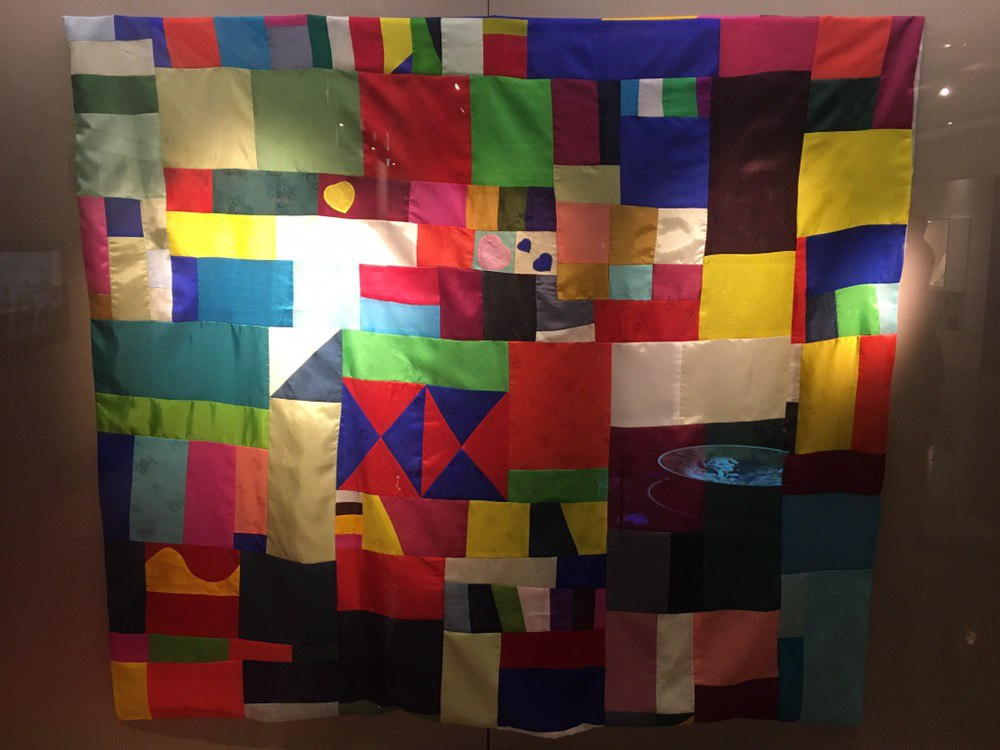
2015 DMZ 평화걷기 조각보. 국립여성사전시관 소장.

국제여성평화걷기는 여성 평화 운동가들이 대한민국과 조선민주주의인민공화국의 접경지역에 모여 한반도 평화를 기원하는 행사이다.

## 역사
제59회 UN 여성지위위원회(CSW)회의가 열린 뉴욕에서 국제 여성 평화운동가들이 한반도의 평화와 통일을 위해 한반도 비무장지대(DMZ)의 남북한 구간을 걸어서 횡단하겠다고 하였다.
2015년 5월 19일 위민 크로스 DMZ는 조선민주주의인민공화국(이하 북조선)에 도착해 평화도론회를 개최후 6일간 북조선 여성들과 함께 행진 벌였다.